# Mont-Saint-Léger
Mont-Saint-Léger è un comune francese di 67 abitanti situato nel dipartimento dell'Alta Saona nella regione della Borgogna-Franca Contea.

## Società

### Evoluzione demografica
Abitanti censiti